# OVERKILL (Cö shu Nieのアルバム)
『OVERKILL』（オーバーキル）は、日本のロックバンド、Cö shu Nieの4枚目のミニアルバムである。

## 概要
- 2017年7月21日、会場限定で本を同梱して発売される。
- 2018年10月24日、5枚目のアルバム『Aurora』の初回生産限定盤（Disc2）でSony Music Associated Records（Sony Music Labels Inc.）よりリマスター版が発売される[1]。
  - 「透明」「フラッシュバック」の一部は再レコーディングされている。リマスタリングはイギリス・ロンドンにあるメトロポリス・マスタリング（英語版）のStuart Hawkesによってリマスタリングが施された[2]。
  - Cö shu Nieの旧YouTubeチャンネルには、当時のティザームービーが残っている。
- 2020年5月13日、再発盤で配信される。レーベルは同じ[3][4]。
  - 同日、「supercell」のOfficial AudioがYouTubeチャンネルより公開された[5]。
  - 5月19日、「透明」のOfficial Audioが公開された[6]。
  - 5月22日、「butterfly addition」のOfficial Audioが公開された[7]。
  - 5月26日、「フラッシュバック」のOfficial Audioが公開された[8]。
  - 6月2日、「DIAMOND」のOfficial Audioが公開された[9]。
- 再発盤を配信した理由について「未だ新型コロナの状況の見通しが見えない状況ではあるが、アルバムリリースツアーの振替公演を楽しみにしてくれているファンに、自宅でさらに彼女たちの音楽を楽しんでもらうためにと決定した」という[10]。
  - なお、そのツアーは新型コロナウイルスの感染拡大防止のため公演中止となった[11]。

## 楽曲説明
1. supercell
  - 3rdシングル収録曲。ライブ会場200枚限定で発売された。
  - 6th（メジャー1st）シングル収録曲。
  - 疾走感のあるナンバー[12]。
  - Cö shu Nieの旧YouTubeチャンネルには、この曲のMVが存在した。監督は不明。
2. 透明
  - このアルバムで唯一の新曲。
3. butterfly addition
  - 4thシングル収録曲。ライブ会場200枚限定で発売された。
  - 6th（メジャー1st）収録曲。
  - Cö shu Nieの旧YouTubeチャンネルには、この曲のショート版が残っている。
  - MVの監督はemem。
  - この曲を、漫画家の石田スイが聴いたことで、後にアニメ『東京喰種トーキョーグール:re』のオープニングテーマにタイアップされることになる[2][13]。
  - 再発盤は、4月29日に先行配信された[4]。
4. フラッシュバック
  - 2011年のデモCD「Cö shu Nie」の収録曲。
  - Cö shu Nieの中でも活動初期からあった最古の曲。
5. DIAMOND
  - 5thシングル収録曲。ライブ会場200枚限定で発売された。

## 収録曲
| 全作詞・作曲: 中村未来、全編曲: Cö shu Nie。 |                        |          |            |      |
| #                                            | タイトル               | 作詞     | 作曲・編曲 | 時間 |
| 1.                                           | 「supercell」          | 中村未来 | 中村未来   | 3:11 |
| 2.                                           | 「透明」               | 中村未来 | 中村未来   | 3:56 |
| 3.                                           | 「butterfly addition」 | 中村未来 | 中村未来   | 3:39 |
| 4.                                           | 「フラッシュバック」   | 中村未来 | 中村未来   | 3:19 |
| 5.                                           | 「DIAMOND」            | 中村未来 | 中村未来   | 3:32 |